# Michele Rossano
Michele Rossano (Napoli, 11 giugno 1907 – ...) è stato un magistrato italiano.
È stato magistrato di Cassazione.

È stato eletto giudice della Corte costituzionale dai magistrati della Corte di cassazione il 28 settembre 1974 e ha giurato il 3 ottobre 1974. È cessato dalla carica il 3 ottobre 1983.